# Borba (Amazonas)
Pour les articles homonymes, voir Borba.
Borba est une municipalité brésilienne de l'État d'Amazonas dans la Microrégion du Madeira.
Le 12 décembre 2021, la ville est le théâtre d'un combat de MMA insolite opposant son maire Simão Peixoto Lima à l'ancien conseiller municipal Erineu Alves Da Silva qui l'avait défié en septembre en raison de sa mauvaise gestion du parc aquatique Balneário Lima,. 